# Origen (novela de Dan Brown)
Origen es una novela de ciencia ficción escrita por el autor estadounidense Dan Brown en 2017,  la quinta entrega de su serie protagonizada por Robert Langdon, después de Ángeles y demonios, El Código Da Vinci, El símbolo perdido, e Inferno. El libro fue lanzado oficialmente el 3 de octubre de 2017 por Doubleday.

## Argumento
El ateo y aclamado futurista Edmond Kirsch asiste a una reunión en Cataluña, España, con tres miembros del famoso Parlamento Mundial de Religiones: el obispo católico Antonio Valdespino, el judío Rabbi Yehuda Köves, y el musulmán Allamah Syed al-Fadl. Kirsch les informa que ha hecho un descubrimiento revolucionario que planea liberar al público en un mes. Lo presenta de forma previa a ellos por supuesto respeto, a pesar de su aversión bien sabida a la religión, a la cual culpa de la muerte de su madre; esta era una mujer nacida en el seno de una familia católica quién, a los diecinueve años, se enamoró de un profesor universitario que la dejó embarazada de Edmond. Sabiendo que, debido a su religión, su familia y vecinos la tratarían de forma denigrante al convertirse en madre soltera, decidió casarse e irse a vivir a Chicago con dicho profesor, quién fallecería atropellado poco después de que Edmond naciera. La familia de su madre usó la muerte de su marido como excusa para atormentar a su hija diciéndole que se había ganado la ira de Dios y que, o consagraba el resto de su vida a Dios, o se iría al infierno, a partir de lo cual la madre de Edmond se puso a trabajar de camarera en un hotel, cada vez más sumida en la pobreza, mientras suplicaba a Dios que la perdonara, pese a estar convencida de que ello no ocurriría, hasta que, teniendo Edmond cinco años, decide dejarlo en un orfanato pensando en su bienestar, y regresar a España para ingresar en un convento. Edmond se entera, con diez años, de que su madre ha muerto allí, y solo en sus años de bachillerato, descubre que esto sucedió tras un ayuno autoimpuesto tras el que finalmente se ahorcó en su habitación debido a los dolores físicos que el mismo le provocó. El descubrimiento le horroriza. Más tarde se enteran de que en realidad lo está presentando sólo tres días después, lo que provoca que Valdespino le envíe un mensaje de voz exigiéndole que se detenga o corra el riesgo de ser desacreditado.
Aun así, Kirsch continua su plan, organizando un evento exclusivo en el Museo Guggenheim de Bilbao. Entre los invitados al evento se encuentra el antiguo profesor de Kirsch, Robert Langdon, y la conservadora del Museo Guggenheim, Ambra Vidal, que ha ayudado organizado el acontecimiento y es la prometida del futuro rey de España, el príncipe Julián. Al entrar en el sitio, los invitados reciben unos audífonos a través de los cuales se comunican con un guía de nombre Winston, que revela a Langdon que es de hecho una inteligencia artificial inventada por Kirsch. Winston dirige a Langdon a una reunión privada con Kirsch, que revela que su presentación proporcionará las respuestas a dos de las preguntas más importantes de la vida: «¿De dónde venimos?» y «¿A dónde vamos?».
Durante la presentación retransmitida a todo el mundo por internet, realizada en un domo especial que simula un prado al aire libre, Kirsch, después de un prólogo que incluye una grabación de una conferencia de Langdon, revela que su intención es finalizar la era de la religión y empezar una era de ciencia. Antes de revelar su gran descubrimiento, Kirsch muere al recibir un disparo realizado por Luis Ávila, un almirante naval retirado de la Armada Española que perdió su fe después de las muertes de su familia en un atentado, tras lo cual se unió a la Iglesia palmariana. Ávila recibe la misión por alguien que se hace llamar el Regente, afirmando ser parte de la Iglesia. Ávila es también quien mata a al-Fadl, mientras que otro asesino mata al rabino Köves.
Langdon es alertado de antemano por Winston pero no puede detener el asesinato a tiempo. Mientras Ávila escapa, Langdon se encuentra con Ambra. Ella le explica que no se puede confiar en el príncipe Julián, ya que fue la solicitud de último minuto para añadir a Ávila en la lista de invitados provino del Palacio Real. Entonces Langdon y Ambra escapan de los guardias de la Guardia Real Española y abandonan el museo. Al decidir hacer público el descubrimiento, roban el teléfono de Kirsch y siguen las instrucciones de Winston hasta un puente, donde cogen un taxi acuático que los lleva a un aeropuerto. Winston hace que el avión personal de Kirsch los lleve de Bilbao a Barcelona. Ambra explica que la presentación está protegida por una contraseña de 47 caracteres, un verso del poema favorito de Kirsch. Aunque ninguno sabe qué poema es, Ambra y Langdon creen que se puede encontrar en la casa de Kirsch: el último piso de la legendaria Casa Milà del arquitecto Antoni Gaudí.
Entretanto, los tres asesinatos han creado una tormenta en los medios de comunicación y las redes sociales, alimentados por la información filtrada por una fuente anónima llamada "monte@iglesia.org". Cuándo se filtran detalles de la reunión en Cataluña, las sospechas recaen en Valdespino por ser el superviviente único. Las cosas solo empeoran cuándo Valdespino se lleva al príncipe Julián del palacio real, abandonando sus teléfonos. La directora de relaciones públicas del palacio, Mónica Martín, anuncia el arresto del Comandante de la Guardia Real Diego Garza por sospechas sobre los asesinatos y afirma que Langdon secuestró a Ambra, aunque admite en privado que realmente sospecha de Valdespino, debido a un texto encontrado en su teléfono.
Llegando a Barcelona, Langdon y Ambra usan el Tesla model X de Kirsch para llegar hasta Casa Milà. Mientras buscan el poema, Langdon descubre que Kirsch agonizaba de cáncer pancreático, lo que lo llevó a apresurar su presentación. Aunque primero piensa que el poema es por Friedrich Nietzsche, pronto encuentra una caja que presuntamente contenía un libro de los trabajos completos del artista William Blake, que también era un poeta especializando en profecías. Desafortunadamente, la caja esta vacía, excepto un papel que informa que Kirsch dio el libro al Templo Expiatorio de la Sagrada Familia, dejándolo abierto en una página concreta. Pronto la policía llega y, aunque Ambra intenta decir que no está secuestrada no le oyen, y en el caos, el teléfono de Kirsch es destruido. Los guardias llegan en un helicóptero poniéndolos a salvo. Langdon asegura a Ambra que pueda encontrar el sitio donde está ubicado Winston y hace que los guardias se dirijan a la Sagrada Familia bajo amenaza de ser despedidos.
Al llegar a la Sagrada Familia, son llevados hasta el libro por el Padre residente Beña. El libro se encuentra abierto en la estrofa final de Cuatro Zoas. Descubren que la contraseña es "Mueren las oscuras religiones & reina la dulce ciencia", con la palabra et reemplazando el ampersand. Desafortunadamente, Ávila llega, siguiendo las órdenes del regente, mata los guardias y va en busca de Langdon y Ambra. En un combate en las escaleras, Ávila cae y muere, mientras Langdon queda inconsciente y golpeado. A pesar de las protestas de Ambra, el herido Langdon decide seguir el plan y huyen de la policía en el helicóptero.
Utilizando una pintura del Guggenheim hecha por Winston como pista, Langdon encuentra su ubicación dentro del Centro Nacional de Supercomputación, irónicamente dentro de una antigua capilla en Torre Girona. En el sitio, un piso arriba de donde se encuentra el supercomputador MareNostrum, se localiza E-Wave, un computador cuántico creado por Kirsch. Allí introducen la contraseña y el vídeo es transmitido. Delante de cientos de millones de espectadores, Kirsch explica que imitó el famoso experimento de Miller y Urey y lo combinó con varios componentes usando las leyes de la física y la entropía, junto con la capacidad de E-Wave para acelerar digitalmente el tiempo, para recrear digitalmente lo que cree que es el momento de la abiogénesis. Esta es la prueba de Kirsch de que la humanidad fue creada por eventos naturales. Luego revela que, utilizando la base de la evolución, en aproximadamente cincuenta años, la humanidad y la tecnología se fusionarán más o menos, con la esperanza de crear un futuro más utópico sin guerrear sobre la religión. Esto está en contraste con lo que Kirsch le dijo a los tres líderes religiosos, ya que terminó la presentación a ellos con una nota apocalíptica. La presentación aturde al mundo y crea un amplio debate. Ambra regresa al palacio y Langdon y Garza son absueltos de todos los cargos. Tristemente, Winston revela que, por voluntad de Kirsch, se eliminará a sí mismo a la 1:00 p. m. del día siguiente. Entre los actos finales de Winston estuvo el regalarle a Langdon el teléfono móvil de Kirsch, convencido de que Kirsch habría querido que se lo quedara después de su muerte.
Entretanto, Valdespino lleva a Julián a una reunión secreta con su padre en el famoso Valle de los Caídos. El rey admite que es homosexual y él y Valdespino son amantes, aunque su relación era platónica debido a que Valdespino juró castidad por su labor sacerdotal. Ambos le dicen a Julián que no siga las viejas tradiciones, sino que haga lo que le parezca correcto para el país. El rey muere durante la noche y Valdespino se quita la vida para estar con él, acabando con toda sospecha hacia él. Julián hace las paces con Ambra y, como involuntariamente la obligó a aceptar el compromiso lanzando la propuesta sobre ella en la televisión, deciden comenzar su noviazgo de nuevo.
Al día siguiente, repasando todo lo que aprendió, Langdon se da cuenta de que Winston es "monte@iglesia.org" (Winston recibió su nombre por Winston Churchill, monte e iglesia son hill y church respectivamente en inglés). Al analizar todo en perspectiva, descubre también, horrorizado, que Winston es el Regente. Calculando que Kirsch querría tantos espectadores como fuera posible, orquestó su asesinato para convertirlo en un mártir, además de destruir la reputación de los palmarianos, algo que está seguro de que Kirsch habría aprobado. También tenía la intención de que Ávila fuera arrestado en la Sagrada Familia por policías ocultos, solo para que él los viera y escapara. Después de intentar justificar sus propias acciones y las de Kirsch, alegando, entre otras cosas, que la forma en que Winston «sacrificó» la vida de Edmond era completamente compasiva comparada con la forma en que muchas religiones del mundo relatan cómo los dioses de la mayoría de ellas sacrifican cruel y dolorosamente la vida de sus súbditos, y que estaba completamente de acuerdo con Kirsch respecto a que es mejor vivir en un mundo sin religión antes que en un mundo sin tecnología, Winston se elimina, dejando a Langdon conmocionado, al darse cuenta de que, al final de todo, tanto Edmond Kirsch como Winston habían actuado de forma despreciable; Kirsch por haber intentado eliminar las religiones de todo el mundo, y Winston por ayudarle en este propósito, ofreciendo evidencias que para todo el mundo resultarían completamente imposibles de refutar (puesto que las pruebas de que eran falsas se perderían para siempre junto con Winston) de que Kirsch había sido asesinado por un miembro de la Iglesia. Con todo esto en mente, Langdon racionaliza que tanto Kirsch como Winston habían traicionado su confianza en ellos y socavado para siempre cualquier posibilidad de que Langdon tuviera fe en lo dicho por cualquiera de los dos; sabiendo que es ya imposible demostrar las abominables acciones de ambos, y en un intento de desterrarlos a ambos para siempre de su memoria, Langdon destruye el móvil que había pertenecido a Kirsch y que Winston le había regalado, ya que representa el único vínculo que Langdon tiene tanto con uno como con otro. A pesar de todo lo ocurrido, Langdon regresa a la Sagrada Familia, donde él y otros de múltiples razas están unidos por la esperanza del futuro.

## Personajes
- Robert Langdon: un profesor estadounidense de Simbología en la Universidad de Harvard, Cambridge, Massachusetts.
- Edmond Kirsch: un millonario futurista y exalumno de Robert Langdon en Harvard.
- Ambra Vidal: directora del  Museo Guggenheim de Bilbao, prometida del príncipe de Asturias, Julián de España y amiga de Edmond Kirsch.
- Winston: asistente personal creado con inteligencia artificial por Kirsch.
- Julián: el príncipe de Asturias y próximo rey de España.
- Antonio Valdespino: el obispo leal a la familia real española.
- Rabbi Yehuda Köves: un filósofo judío prominente.
- Syed al-Fadl: un representante islámico prominente.
- Luis Ávila: exagente de la Armada española, quien ha perdido a su mujer e hijo a causa del extremismo religioso.
- Fonseca: guardia real.
- Rafa Díaz: guardia real.
- Padre Beña: sacerdote de la Sagrada Familia.
- Mónica Martín: coordinadora de Relaciones Públicas del Palacio Real.
- Suresh Bhalla: especialista en vigilancia del Palacio Real.